# Lo dejo cuando quiera
Lo dejo cuando quiera és una pel·lícula espanyola de comèdia, dirigida per Carlos Therón i estrenada a l'abril de 2019. Està produïda per Telecinco Cinema, Mod Producciones, Mediaset España, Movistar+ i Sony Pictures España.
És un remake de la pel·lícula italiana Smetto quando voglio (2014) escrita per Valerio Attanasio i Sydney Sibilia.

## Argument
Pedro, Arturo i Eligio són tres professors d'universitat, amics des de la facultat que s'han quedat en atur. Pedro portava diversos anys treballant en un projecte de creació d'una complex vitamínic per als estudiants, fins que els tres descobreixen que aquest complex ofereix un desfasament total sense cap mena d'efecte secundari. Com estan sense un cèntim, aquesta es converteix en la solució als seus problemes, ja que els tres professors acompanyats per Anabel una advocada que ara treballa d'empleada en una gasolinera, i Jota, una alumna a qui li va més la festa que els estudis, junts comencen a moure's en el món de la nit, al que no estan preparats, per a negociar amb la seva nova mercaderia.

## Repartiment
- David Verdaguer com a Pedro
- Ernesto Sevilla com a Arturo
- Carlos Santos com a Eligio
- Miren Ibarguren com a Anabel
- Cristina Castaño com a Isa
- Amaia Salamanca com a Gloria
- Pedro Casablanc com a Merino
- Gracia Olayo com a Mare d'Eligio
- Luis Varela com a Pare d'Eligio
- Mero González com a Jota
- Roger Berruezo com a Borja
- Ernesto Alterio com a Tacho

## Disseny
En el que a temps es refereix, el film és un llargmetratge la durada del qual és de 98 minuts. La localització dels rodatges així com tots els escenaris de la pel·lícula es van dur a terme a la ciutat de Madrid.
Es tracta d'un remake de la pel·lícula italiana Smetto quando voglio (2014) escrita per Valerio Attanasio i dirigida per Sydney Sibilia.

## Llançament
Segons la classificació per edats, la pel·lícula a Espanya no està recomanada per a menors de 12 anys per l'al·lusió que es fa a temes com els estupefaents. L'estrena de la pel·lícula va ser el 12 d'abril de 2019 als cinemes d'Espanya.